# Vzpírání na Letních olympijských hrách 1972
Vzpěračské soutěže na Letních olympijských hrách 1972 v Mnichově.

## Medailisté

### Muži
| Kategorie  | Zlato                                   | Stříbro                              | Bronz                                                  |
| ---------- | --------------------------------------- | ------------------------------------ | ------------------------------------------------------ |
| 52 kg      | Zygmunt Smalcerz · Polsko (POL)         | Lajos Szűcs · Maďarsko (HUN)         | Sándor Holczreiter · Maďarsko (HUN)                    |
| 56 kg      | Imre Földi · Maďarsko (HUN)             | Mohammad Nassiri · Írán (IRI)        | Gennadij Četin · Sovětský svaz (URS)                   |
| 60 kg      | Norair Nurikjan · Bulharsko (BUL)       | Dito Šanidze · Sovětský svaz (URS)   | János Benedek · Maďarsko (HUN)                         |
| 67.5 kg    | Mucharby Kiržinov · Sovětský svaz (URS) | Mladen Kutchev · Bulharsko (BUL)     | Zbigniew Kaczmarek · Polsko (POL)                      |
| 75 kg      | Yordan Bikov · Bulharsko (BUL)          | Mohamed Traboulsi · Libanon (LIB)    | Anselmo Silvino · Itálie (ITA)                         |
| 82.5 kg    | Leif Jenssen · Norsko (NOR)             | Norbert Ozimek · Polsko (POL)        | György Horvath · Maďarsko (HUN)                        |
| 90 kg      | Andon Nikolov · Bulharsko (BUL)         | Atanas Shopov · Bulharsko (BUL)      | Hans Bettembourg · Švédsko (SWE)                       |
| 110 kg     | Jaan Talts · Sovětský svaz (URS)        | Aleksandr Kraichev · Bulharsko (BUL) | Stefan Grützner · Německá demokratická republika (GDR) |
| nad 110 kg | Vasilij Alexejev · Sovětský svaz (URS)  | Rudolf Mang · Západní Německo (FRG)  | Gerd Bonk · Německá demokratická republika (GDR)       |

## Přehled medailí
| Pořadí | Země                                 | Zlato | Stříbro | Bronz | Celkově |
| ------ | ------------------------------------ | ----- | ------- | ----- | ------- |
| 1.     | Bulharsko (BUL)                      | 3     | 3       | 0     | 6       |
| 2.     | Sovětský svaz (URS)                  | 3     | 1       | 1     | 5       |
| 3.     | Maďarsko (HUN)                       | 1     | 1       | 3     | 5       |
| 4.     | Polsko (POL)                         | 1     | 1       | 1     | 3       |
| 5.     | Norsko (NOR)                         | 1     | 0       | 0     | 1       |
| 6.     | Írán (IRI)                           | 0     | 1       | 0     | 1       |
| 6.     | Libanon (LIB)                        | 0     | 1       | 0     | 1       |
| 6.     | Západní Německo (FRG)                | 0     | 1       | 0     | 1       |
| 9.     | Německá demokratická republika (GDR) | 0     | 0       | 2     | 2       |
| 10.    | Itálie (ITA)                         | 0     | 0       | 1     | 1       |
| 10.    | Švédsko (SWE)                        | 0     | 0       | 1     | 1       |
| Celkem | Celkem                               | 9     | 9       | 9     | 27      |